# Шодфонтен (Марна)
Шодфонтен (фр. Chaudefontaine) насеље је и општина у североисточној Француској у региону Шампањ-Арден, у департману Марна која припада префектури Сент Манеу.
По подацима из 2011. године у општини је живело 332 становника, а густина насељености је износила 25,58 становника/km². Општина се простире на површини од 12,98 km². Налази се на средњој надморској висини од 136 метара.

## Демографија
| 1962. | 1968. | 1975. | 1982. | 1990. | 1999. | 2011. |
| ----- | ----- | ----- | ----- | ----- | ----- | ----- |
| 176   | 214   | 227   | 258   | 327   | 312   | 332   |

График промене броја становника у току последњих година